# Business Danmark
Business Danmark er en dansk fagforening og a-kasse, der primært organiserer medarbejdere og ledere indenfor salg og marketing. Foreningen står udenfor hovedorganisationer og regnes normalt til de såkaldte gule fagforeninger. Foreningen forhandler således ikke overenskomster, men tilbyder medlemmerne hjælp til selv at forhandle deres egne individuelle lønaftaler. Derudover tilbyder foreningen bl.a. medlemmerne juridisk rådgivning, coaching, netværk, uddannelse og a-kasse.
Foreningen blev grundlagt i 1949 som Danmarks Aktive Handelsrejsende (DAH). Den forening byggede videre på Fællesrepræsentationen for Danske Handelsrejsende, der blev stiftet i 1901. Fællesrepræsentationen var en sammenslutning af en række lokale foreninger for handelsrejsende, men først med DAH fik de handelsrejsende en egentlig fagforening. I 1996 ændredes navnet til Danske Sælgere, og i 2006 fik fagforeningen det nuværende navn. Samtidig med navneskiftet begyndte fagforeningen at optage marketingansatte som medlemmer.
Business Danmark har ifølge sin egen hjemmeside godt 30.000 medlemmer (2014). Ifølge Danmarks Statistik har foreningen 21.376 arbejdsmarkedstilknyttede medlemmer i 2014.
Business Danmark udgiver via sin hjemmeside online-magasinet InBusiness.

## Formænd for Danmarks Aktive Handelsrejsende, Danske Sælgere og Business Danmark[5]
- 1949-51 Harry Westen Jensen
- 1951-57 Aage Grønvold
- 1957-64 Knud Petersen
- 1964-72 Aage Grønvold
- 1972-77 Knud-Peter Petersen
- 1977-83 Johs. V. Petersen
- 1983-87 Poul Baunbæk
- 1987-95 Svend Christiansen
- 1995-99 Finn Hartung
- 1999- Jens Neustrup Simonsen